# Poopomeer
Het Poopomeer was een zoutmeer in Bolivia dat zich ongeveer 130 kilometer ten zuiden van Oruro bevindt. In 2015 is het geheel opgedroogd. De gemiddelde oppervlakte was ooit ongeveer 1340 km². Het werd gevoed door de rivier Desaguadero, de enige rivier die uit het Titicacameer stroomt. Het meer grenst in het zuiden aan de zoutvlakte van Coipasa Salar de Coipasa. Op 22 januari 2016 heeft het meer officieel de status "opgedroogd" meegekregen. 
Het meer ligt op bijna 3700 meter hoogte in de Andes. Er heerst een droog steppeklimaat en het meer is eerder drooggevallen. De kans op een herstel lijkt minder groot door de klimaatsverandering en het watergebruik door de landbouw en de mijnbouw. Verder heeft El Niño ook geleid tot meer droogte in het gebied dan anders.